# Національний стандарт
Національний стандарт (англ. National standard) — стандарт, прийнятий національним органом стандартизації та доступний для широкого кола користувачів.
Національними органами, що приймають національні стандарти, є органи зі стандартизації, які визнані на національному рівні та мають право бути національними членами відповідних міжнародних та регіональних організацій зі стандартизації.

## Національні органи стандартизації та позначення національних стандартів
| Індекс стандартів | Країна               | Національний орган стандартизації |
| ----------------- | -------------------- | --- |
| AS                | Австралія            | Стандарти Австралії |
| ÖNORM             | Австрія              | Австрійський інститут зі стандартизації |
| AZS               | Азербайджан          | Азербайджанський державний комітет стандартизації, метрології та патентів                                                                        |
| SSH               | Албанія              | Головне управління стандартизації (DPS) |
| IRAM              | Аргентина            | Аргентинський інститут зі стандартизації та сертифікації                                                                                         |
| NBN               | Бельгія              | Бельгійське бюро зі стандартизації |
| СТБ               | Білорусь             | Комітет стандартизації, метрології та сертифікації при Раді Міністрів Республіки Білорусь                                                        |
| БДС               | Болгарія             | Болгарський інститут стандартів |
| BAS               | Боснія і Герцеговина | Інститут зі стандартизації Боснії і Герцеговини (BAS)                                                                                            |
| ABNT NBR          | Бразилія             | Бразильська асоціація зі стандартизації (ABNT)                                                                                                   |
| BS                | Велика Британія      | Британський інститут стандартів |
| АСТ               | Вірменія             | Управління стандартизації, метрології та сертифікації при Уряді Республіки Вірменія                                                              |
| ΕΛΟΤ              | Греція               | Оганізація зі стандартизації Греції |
| GES               | Грузія               | Національне агентство стандартів і метрології Грузії                                                                                             |
| DS                | Данія                | Данський Стандарт |
| EVS               | Естонія              | Естонський центр стандартизації |
| IS                | Індія                | Бюро стандартів Індії (BIS) |
| SNI               | Індонезія            | Національне агентство зі стандартизації (BSN) |
| IST               | Ісландія             | Ісландські стандарти (IST) |
| UNE               | Іспанія              | Іспанська асоціація зі стандартизації та сертифікації (AENOR)                                                                                    |
| СТ РК             | Казахстан            | Комітет технічного регулювання та метрології Міністерства індустрії та нових технологій Республіки Казахстан (Держстандарт Республіки Казахстан) |
| CAN               | Канада               | Рада зі стандартів Канади |
| КМС               | Киргизстан           | Національний інститут стандартів і метрології Республіки Киргизстан (Киргизстандарт)                                                             |
| GB                | Китай                | Національний комітет зі стандартизації Державного управління з нагляду за ринком                                                                 |
| CYS               | Кіпр                 | Кіпрська організація зі стандартизації |
| LST               | Литва                | Литовське Бюро стандартів |
| LVS               | Латвія               | Латвійський Стандарт |
| SM                | Молдова              | Департамент стандартизації і метрології (Молдовастандарт)                                                                                        |
| DIN               | Німеччина            | Німецький інститут зі стандартизації |
| NS                | Норвегія             | Норвезький стандарт |
| PN                | Польща               | Польський комітет зі стандартизації (PKN) |
| NP                | Португалія           | Португальський інститут якості (IPQ) |
| ГОСТ Р            | Росія                | Федеральне агентство з технічного регулювання та метрології (Росстандарт)                                                                        |
| SR                | Румунія              | Румунська асоціація стандартів (ASRO) |
| NTS               | Сальвадор            | Сальвадорська організація зі стандартизації (OSN)                                                                                                |
| SRPS              | Сербія               | Інститут стандартизації Сербії |
| STN               | Словаччина           | Словацьке бюро стандартів, метрології та випробувань                                                                                             |
| SIST              | Словенія             | Словенський інститут зі стандартизації (SIST) |
| ANSI              | США                  | Американський інститут національних стандартів                                                                                                   |
| СТ РТ             | Таджикистан          | Агентство зі стандартизації, метрології, сертификації та торгової інспекції при Міністерстві економіки та торгівлі (Таджикстандарт)              |
| TIS               | Таїланд              | Тайський інститут промислових стандартів (TISI)                                                                                                  |
| ТДС               | Туркменістан         | Головна державна служба Туркменістану «Туркменстандартлари»                                                                                      |
| TS                | Туреччина            | Турецький інститут стандартизації (TSE) |
| MSZ               | Угорщина             | Угорський інститут стандартів |
| ТСТУ              | Узбекистан           | Узбекське агентство стандартизації, метрології та сертификації при Кабінеті Міністрів Республіки Узбекистан (Узстандарт)                         |
| ДСТУ              | Україна              | Державне підприємство “Український науково-дослідний і навчальний центр проблем стандартизації, сертифікації та якості” (ДП “УкрНДНЦ”)           |
| SFS               | Фінляндія            | Фінська асоціація зі стандартизації |
| AFNOR             | Франція              | Французька асоціація зі стандартизації (AFNOR)                                                                                                   |
| XRN               | Хорватія             | Хорватський інститут стандартів |
| ČSN               | Чехія                | Управління технічної стандартизації, метрології та державних випробувань Чехії                                                                   |
| NCh               | Чилі                 | Національний інститут стандартизації (INN) |
| SN                | Швейцарія            | Швейцарська асоціація зі стандартизації (SNV) |
| SS                | Швеція               | Шведський інститут стандартів (SIS) |
| JIS               | Японія               | Комітет з промислових стандартів Японії |

## Національні стандарти України
Національні стандарти України — стандарти, прийняті національним органом стандартизації України, функції якого за станом на січень 2019 року виконує державне підприємство “Український науково-дослідний і навчальний центр проблем стандартизації, сертифікації та якості” (ДП “УкрНДНЦ”).
Національні стандарти України мають позначення "ДСТУ".
Об'єктами національної стандартизації в Україні є:
- матеріали, складники, обладнання, системи, їх сумісність;
- правила, процедури, функції, методи, діяльність чи її результати, включаючи продукцію, персонал, системи управління;
- вимоги до термінології, позначення, фасування, пакування, маркування, етикетування тощо.

Національні стандарти України є добровільними. Разом з тим для суб'єктів господарювання національні стандарти обов'язкові у випадках:
- коли їх обов'язковість встановлена нормативно-правовими актами;
- якщо в угоді (контракті) між суб'єктами угоди (контракту) щодо розроблення, виготовлення чи постачання продукції є посилання на певні стандарти;
- якщо суб'єкт господарювання (виробник чи постачальник продукції) склав декларацію про відповідність продукції певним стандартам чи застосував позначення цих стандартів у її маркуванні.

Національні стандарти України приймаються державною мовою або, в разі потреби, однією з мов відповідних міжнародних чи регіональних організацій стандартизації.

## Велика Британія
Національним органом зі стандартизації у Великій Британії є Британський інститут стандартів (англ. British Standards Institution, BSI). Розпочав свою діяльність в 1901 році як Комітет з інженерних стандартів, які встановлювали стандарти на сталь. Нинішню назву отримав в 1931 році.  Статус національного органу зі стандартизації  BSI набув на підставі Меморандуму про взаєморозуміння між урядом Великої Британії та  BSI.
Для позначення національних стандартів Великої Британії використовується індекс BS. За станом на січень 2019 р. у Великій Британії діють понад 30 000 національних стандартів.
Національні стандарти Великої Британії є добровільними за винятком тих, які є частиною  юридично обов'язкових договорів, законів чи нормативно-правових актів.

## Німеччина
Національним органом зі стандартизації в Німеччині є Німецький інститут зі стандартизації (нім. Deutsche Institut für Normung, DIN). DIN був заснований в 1917 році.
Для позначення національних стандартів Німеччини використовується індекс DIN.
Національні стандарти Німеччини є добровільними для застосування, однак якщо на них є посилання в договорах, законах чи нормативно-правових актах, то для відповідних суб'єктів ці стандарти є обов'язковими.
Стандарти DIN переглядаються не рідше одного разу на 5 років. Якщо під час перегляду виявиться, що стандарт більше не відображає поточний стан технології, він скасовується або в нього вносяться зміни.

## Російська Федерація
Національним органом зі стандартизації в Росії виступає Федеральне агентство з технічного регулювання та метрології (Росстандарт). Російські національни стандарти позначаються індексом ГОСТ Р. Національні стандарти Росії не слід плутати з документами, для позначення яких використовується індекс ГОСТ. Таким чином позначаються стандарти колишнього Радянського Союзу та стандарти, які приймаються Міждержавною радою зі стандартизації, метрології і сертифікації (МГС) і є, фактично, регіональними стандартами для країн СНД.
Російські національні стандарти є добровільними за винятком стандартів для оборонної продукції та для захисту інформації, що містить державну таємницю чи іншу інформацію обмеженого доступу. Також обов'язковими для застосування є стандарти, включені у визначений урядом РФ  перелік документів зі стандартизації, застосування яких забезпечує безпеку дорожнього руху територією РФ.

## Сполучені штати Америки
Національним органом стандартизації в США є Америка́нський інститу́т національних станда́ртів (англ. American National Standards Institute, ANSI).  Хоча ANSI не здійснює розроблення стандартів, він здійснює нагляд за їх розробленням шляхом акредитації процедур тих організацій, які займаються розробленням.  ANSI визначає конкретні стандарти як національні, якщо він встановлює, що ці стандарти були розроблені справедливим, доступним та таким, що враховує інтереси всіх зацікавлених сторін, способом.
Національні стандарти в США є добровільними для застосування.